# Tectitán
Tectitán è un comune del Guatemala facente parte del dipartimento di Huehuetenango.
Precedentemente alla colonizzazione spagnola esisteva un villaggio abitato prevalentemente da una popolazione di etnia Mam. Il comune venne istituito il 29 marzo 1879.